# Jabès contre van Meeteren et Safarowsky
Jabès contre van Meeteren et Safarowsky est un procès devant les Tribunaux mixtes d’Égypte dans les années 1933-1935. Umberto Jabès, un résident juif du Caire, de nationalité Italienne, porte plainte en dommages-intérêts pour diffamation, incitation à la haine raciale et trouble à l'ordre public contre le président de l'Association allemande au Caire, Wilhelm van Meeteren, pour la publication et la diffusion d'une brochure antisémite sur « La question juive en Allemagne ». Le procès aura un écho considérable auprès du public, en Égypte ainsi qu'en Allemagne. En particulier, la propagande nazie va largement l'utiliser pour perfectionner ses moyens de propagande, et le désignera sous le nom de procès juif du Caire. La plainte va être rejetée en première et deuxième instance pour des raisons de formalités. Pour la cour, un Juif vivant en Égypte ne peut pas être offusqué par une brochure sur la question juive en Allemagne. La propagande nazie célébrera la décision du tribunal comme une grande victoire.

## Contexte historique

### Boycott
La violence contre les entreprises juives en Allemagne dans les premiers mois de 1933, et plus particulièrement l'annonce du boycott antisémite pour le 1er avril 1933, suscite des protestations dans le monde entier. La communauté juive d’Égypte, qui compte environ 75 000-80 000 membres, se sent très concernée. Le 24 mars, le journal sioniste Israël appelle pour un boycott des produits allemands.
Le 29 mars 1933, lors d'une réunion de protestation à la grande synagogue du Caire, toutes les organisations et institutions juives d’Égypte fondent la Ligue Contre l'Antisémitisme allemand d'Égypte, présidée par l'avocat Léon Castro (de), qui deviendra quelques mois plus tard, la branche égyptienne de la Ligue internationale contre l'antisémitisme (LICA). Celle-ci envoie des télégrammes à la Ligue française des droits de l'homme et au président du Reich Paul von Hindenburg,. Plusieurs articles paraissent dans la presse égyptienne, surtout de langue française. Dans un article paru dans le journal égyptien La Voix Juive du 18 avril 1933, Castro lance, au nom de la Ligue, un appel pour le boycott de toutes les entreprises et institutions allemandes,.
Ce boycott n'est pas très suivi, même parmi la communauté juive, qui reste assez divisée à son sujet. Sur le plan économique, il n'a pratiquement eu aucun effet, sauf dans des domaines très particuliers, par exemple il est presque impossible de voir des films allemands au Caire, et certaines importations de textile allemand ont été annulées.
Du côté des autorités égyptiennes, les réactions sont limitées. On peut cependant citer la décision d'un égyptien éminent, Amin Yahya Pacha, membre d'une riche famille, et frère de l'ancien ministre des Affaires étrangères et plus tard Premier ministre, Abdel Fattah Yahya Ibrahim Pacha, d'aller, fin mars 1933, se renseigner auprès de l'ambassadeur allemand au Caire, Eberhard von Stohrer, de la situation en Allemagne,.

### La brochure
La colonie allemande en Égypte, qui compte un peu plus de 1 000 membres, principalement composée d'hommes d'affaires, d'enseignants, de chercheurs et du personnel de l'ambassade d'Allemagne, est un peu inquiète de ce développement. En particulier, la section locale du Nationalsozialistische Deutsche Arbeiterpartei (NSDAP) qui existe au Caire depuis plusieurs années et la section nationale égyptienne, fondée en 1933 et dirigée par Alfred Hess, frère de Rudolf Hess, tous deux originaires d'Alexandrie, poussent pour des mesures plus offensives.
C'est alors que le conseiller d'ambassade au Caire, Hans Pilger, prend l'initiative de se plaindre auprès du ministère des Affaires étrangères à Berlin, dans une lettre datée du 15 mai 1933, du manque d'informations pour lutter contre ce qu'il nomme la « propagande juive ». Le matériel de propagande lui est immédiatement expédié, et le 24 mai, il remercie pour l'envoi des documents et signale qu'il les a mis à disposition de la colonie allemande, après en avoir fait une étude approfondie. Il annonce également que « va paraitre dans les prochains jours un court aperçu de la législation allemande de ces dernières semaines, sous la forme d'une brochure à grande diffusion »,.
La brochure parait sous le titre allemand: « Die Judenfrage in Deutschland » (La question juive en Allemagne). L'éditeur en est le président de l'Association allemande, Wilhelm van Meeteren, également directeur général de Siemens Orient. La brochure est imprimée par la maison d'édition de la Chambre de commerce allemande et autrichienne en Égypte, appartenant au citoyen russe Safarowsky. La brochure est aussi disponible en français avec comme titre « L'Extension du judaïsme en Allemagne ». Elle est distribuée parmi la colonie allemande, et aussi utilisée lors des manifestations associées au boycott,
Pilger avance que la brochure est basée sur des « informations très factuelles », mais cela correspond peu à la réalité. Il s'agit d'un pamphlet antisémite qui affirme, en rassemblant différents chiffres, que les Juifs sont entre autres surreprésentés dans les professions intellectuelles, ne sont pas capables de travailler de façon productive, vivent aux dépens de la population active, sont dégénérés racialement et sont enclins aussi bien aux maladies mentales qu'aux crimes,. Dans le chapitre Les Juifs comme criminels, il est écrit que le judaïsme est responsable de tous les crimes et délits qui demandent au criminel une finesse particulière et une ruse sans scrupule.
Pour l'historienne des civilisations musulmanes, Gudrun Krämer, cette publication, ainsi que les actions subséquentes des Allemands, peut être considérée comme la première tentative « d'exportation de l'antisémitisme de type européen-chrétien en Égypte ». Elle vise « à séparer les Juifs de la masse des minorités locales et à diriger contre eux des attaques ciblées ».

## La plainte
Le 27 juin 1933, Umberto Jabès, un Juif vivant au Caire, de nationalité italienne, intente une action devant les tribunaux mixtes contre l'éditeur van Meeteren et l'imprimeur de la brochure, Safarowsky. Il demande des dommages-intérêts d'un montant de 101 livres égyptiennes pour diffamation, propagation de la haine raciale et atteinte à l'ordre public. Le montant de l'indemnité réclamée a été intentionnellement choisie supérieur à 100 £ car seule une valeur supérieure à 100 £ rend possible, le cas échéant, un recours contre une décision de première instance. En outre, le demandeur exige que le défendeur soit aussi condamné à publier le jugement dans huit journaux égyptiens de son choix. Les tribunaux mixtes, de composition internationale, sont les seuls appropriés comme instance civile entre des étrangers. Cette procédure est soustraite à la justice régulière égyptienne, en raison de la responsabilité limitée du pays. Jabès choisit comme avocat Léon Castro (de).
L'objectif de cette action n'est évidemment pas une compensation pécuniaire du plaignant. Jabès et Castro envisagent au contraire d'orienter l'accusation vers un procès politique: La persécution nazie des Juifs doit être traduite en justice devant un tribunal international, sous les yeux du monde.

## Les réactions allemandes
L'ambassade d'Allemagne doit dans un premier temps trouver un avocat approprié pour le procès à venir. Felix Dahm, leur avocat de confiance au Caire, paralysé et en mauvaise santé, n'est pas en mesure de représenter les accusés. Il est nécessaire de trouver un juriste, connaissant les fondements juridiques des tribunaux mixtes, et qui soit en mesure de plaider en français, langue légale de la cour. De plus les Allemands sont inquiets à cause de l'impact attendu auprès d'un large public, car Jabès et Castro rédigent des rapports pour la presse et envisagent d'engager le célèbre avocat parisien Henri Torres (qui ne se rendra pas au Caire). Alors l'ambassadeur von Stohrer écrit le 7 août 1933 à Berlin au Ministère des affaires étrangères, pour réclamer l'envoi en urgence d'un avocat « vraiment excellent » pour le procès.
Le 30 août 1933, a lieu une réunion rassemblant plusieurs responsables de différents ministères, y compris du ministère du Reich de l'Instruction publique et de la Propagande, pour discuter de l'affaire. Le ministère des Affaires étrangères, exprime son « intérêt officiel », à la recherche d'un avocat expérimenté pour l'Association allemande du Caire, car la brochure incriminée est, au moins en partie, fondée sur des documents officiels et l'on craint un précédent. Dans le même temps, il est clair que le ministère des Affaires étrangères désire adopter initialement un profil aussi bas que possible dans cette délicate affaire. Pendant cette réunion, il est aussi décidé, que le jeune avocat et fervent nazi, Wolfgang Diewerge, qui a passé une partie de sa formation juridique au consulat d'Allemagne au Caire, sera chargé d'un rapport sur le sujet.
Le 29 septembre 1933, Diewerges présente un rapport d'une dizaine de pages à la section orientale du ministère des Affaires étrangères. En opposition avec la retenue initiale du ministère des Affaires étrangères, il recommande une approche très agressive : Le procès doit stigmatiser « les méthodes utilisées par le judaïsme contre la montée du national-socialisme ». Une stratégie unique de propagande vers la presse est en plus nécessaire. Diewerge donne des indications précises sur les buts et les moyens, la tactique et le coût d'une telle campagne de presse qui devra être examinée en détail avec le chef de la section nationale du parti nazi en Égypte. Il faut aussi trouver une accroche unitaire. Diewerge suggère: « Kairoer Judenprozess » (Procès juif du Caire). Il faudra aussi utiliser dans la propagande, le différend entre les Juifs et les Arabes en ce qui concerne la Palestine. Felix Dahm approuve l'essentiel de ces réflexions, mais recommande de porter davantage son attention sur le gouvernement égyptien, plutôt que le peuple égyptien, car en Égypte, ce dernier n'a que peu d'influence politique.
Cette stratégie agressive et antisémite va prévaloir dès le début, relayée par les médias allemands, en particulier la presse et à la radio, avec des contributions de Diewerge. En plus, il envoie par l'intermédiaire de l'ambassade d'Allemagne, des rapports appropriés à la presse égyptienne. L'ambassade essaye aussi d'exercer une pression politique et économique en incitant certaines entreprises textiles allemandes à boycotter le coton égyptien, tout en évitant de mettre en jeu la diplomatie allemande. Le 28 octobre 1933, la chambre syndicale des fileurs de coton allemands annonce le boycott du coton égyptien, à la grande consternation de l'ambassadeur Stohrer, qui aurait préféré une approche plus prudente. Toutefois, cette action brutale s'avère efficace. Le gouvernement égyptien contacte à plusieurs reprises le ministère des Affaires étrangères, pour leur demander de ne pas appliquer ce boycott, mais avoue qu'il n'est malheureusement pas en mesure, en raison de sa souveraineté limitée, d'empêcher les rassemblements de juifs étrangers et leur boycott des produits allemands. Un boycott du coton égyptien n'est donc, pour les Égyptiens, pas justifié.
Le ministère de la Propagande demande dès le début à Victor Huecking, président du Sénat à la Kammergericht, (Cour d'appel) de Berlin, un avis consultatif sur la question juridique, afin de savoir jusqu'à quel point « d'après les droits de l'Europe Occidentale », une action en dommages-intérêts, comme celle intentée par Jabès, est recevable. Dans une lettre adressée le 27 septembre 1933 à l'Institut Kaiser Wilhelm de droit privé comparé et international, le ministère indique qu'il est « dans l'intérêt du Reich » que l'Institut soutienne le travail d'Huecking et que le personnel soit prêt à s'investir personnellement. L'Institut rédige effectivement un rapport de 43 pages traitant de la loi française. La collaboration de l'Institut avec le ministère de la Propagande ne se termine pas là, et va servir encore l'année suivante.

## Le procès en janvier 1934
La date du procès est initialement fixée pour le 16 octobre 1933, mais est reportée au 22 janvier 1934. Pendant ce laps de temps, les Allemands réussissent à recruter comme avocat, le professeur de droit de Münster, Friedrich Grimm, membre du parti nazi et député au Reichstag, qui s'était fait un nom en défendant des assassins de la Sainte-Vehme (Fememörderer) lors de différents procès devant la justice française, pendant l'occupation par la France de la Rhénanie à la suite de la Première Guerre mondiale. Ils recrutent aussi un avocat égyptien renommé. Ils profitent aussi de ce délai pour augmenter leur pression économique et politique sur les autorités égyptiennes, comme le signale Felix Dahm au ministère des affaires étrangères. Les allemands obtiennent, entre autres, du ministère public égyptien, que lorsque seront abordées par les demandeurs lors du procès des « questions politiques », le public sera invité à quitter la salle. Compte tenu de cette disposition, Albrecht Fueß peut déclarer: « Le procès ne peut pas être gagné par le camp juif ».
L'audience se déroule devant la première chambre du tribunal civil du Caire. Le président de la Chambre est le juge italien Falqui-Cao. L'intérêt du public est énorme, la salle d'audience est pleine à craquer. Le Journal des Tribunaux Mixtes écrit qu'il n'y avait jamais eu dans l'histoire des tribunaux mixtes un tel intérêt public. Dès le tout début, la stratégie allemande s'affirme. Le représentant du ministère public égyptien propose un règlement à l'amiable, car il est possible, après tout, que le demandeur se voit refuser tout droit d'action. Jabès et Castro s'y opposent et demandent une suspension du procès dans l'espoir de recruter l'avocat de renommée internationale, Vincent de Moro-Giafferi comme conseiller juridique. Comme Grimm affirme vouloir retourner en Allemagne, la demande est rejetée.
Falqui-Cao décide alors que cette audience ne traitera que de la « question de droit » de savoir si la plainte est recevable ou non, et par la suite de savoir si un Juif italien en Égypte peut être offensé par une brochure sur la question juive en Allemagne. Le juge annonce aussi que la question fondamentale de savoir si la brochure en elle-même constitue une infraction, ne doit pas être prise en considération. Il ne permettra pas en principe de discussions politiques devant la cour. L'objectif de Jabès et de Castro de mettre en accusation la politique antisémite de l'Allemagne devient alors impossible.
Pendant les trois jours du procès, la question juive n'est même pas abordée. Tandis que Castro se bat pour prouver que la brochure est dirigée contre tous les Juifs, et qu'elle a été propagée en Égypte dans plusieurs langues, Grimm réapparait, et affirme que celle-ci ne traite que des Juifs allemands, et que même si les attaques concernaient la communauté juive mondiale, l'appartenance à un groupe si grand ne peut, en aucun cas justifier d'un droit d'action individuel.
L'arrêt du 24 janvier 1934 suit essentiellement les conclusions de Grimm : la plainte est « irrecevable » pour des raisons de procédure. Le tribunal envoie cependant un message d'apologie aux Juifs d'Égypte et d'ailleurs: Il est inévitable en raison de leur longue histoire de persécution que les attaques contre des Juifs leur font du mal. Mais pour une action en dommages-intérêts, une violation de l'intégrité physique, morale ou économique de la personne individuelle est obligatoire, et que dans le cas d'une insulte collective, il doit être clair que tous les membres de cette collectivité, soient sans exception offensés. Ce n'est pas le cas ici, parce que la brochure a été publiée à l'origine comme un moyen de défense contre des attaques de la politique allemande (animus defendendi). Aussi, elle ne peut pas avoir en même temps poursuivi l'intention d'humilier les juifs égyptiens, « que personne ne mésestime », d'autant plus que ceci n'est mentionné ni par les Juifs égyptiens, ni par le demandeur lui-même. La chambre ne juge donc pas nécessaire de procéder à une analyse du contenu de la brochure.

## L'appel en 1935
Jabès et Castro décident de faire appel. Le ministère allemand de la Propagande reçoit entretemps un nouveau rapport de l'Institut Kaiser Wilhelm de droit privé comparé et international. Rédigé par Eduard Wahl, il est envoyé le 17 octobre 1934 au ministère de la Propagande et au ministère des Affaires étrangères. Wahl écrit que dans la tradition juridique française, un intérêt personnel du requérant (« intérêt de l'action ») est une condition de recevabilité de l'action, mais que ce n'est pas le cas ici. Par conséquent, les perspectives sont bonnes, que la cour d'appel de justice mixte confirme le jugement du tribunal d'instance. Le professeur de droit genevois Hans Erich Kaden confirme cette interprétation de la loi, en 1935, dans un article pour le journal de l'Institut Kaiser Wilhelm: si les personnes attaquées ne le sont pas « de façon précise et circonscrite », l'action doit alors être considéré comme irrecevable.
Le 11 avril 1935, l'audience d'appel se déroule devant la Cour d'appel du Caire. De nouveau, Friedrich Grimm se présente en tant que représentant du défendeur. La Cour d'appel confirme le jugement de première instance.
Diewerge publie par la suite, chez Franz-Eher-Verlag, la maison d'édition du parti nazi, une brochure de propagande sur le procès, dont la caractéristique principale est son antisémitisme violent. Entre autres, Diewerge transforme le nom du demandeur Jabès en Shabbes afin de servir de stéréotype antisémite.

## Importance et conséquences du procès
La propagande antisémite dans l'Allemagne nazie atteint un premier pic dans le cadre du soi-disant « boycott juif », au printemps 1933. Il est suivi par une « phase d'apparente tranquillité » dans les campagnes contre les Juifs en Allemagne. Pendant cette période, ont lieu les « procès juifs » à l'étranger qui font les gros titres de la presse du parti, en particulier le procès de Berne et celui du Caire.
Pour Wolfgang Diewerge, le procès du Caire est un tremplin pour une carrière exceptionnelle comme propagandiste antisémite au sein du ministère du Reich de l'Instruction publique et de la Propagande. Il est chargé du traitement par la presse des futurs procès spectaculaires, notamment de l'affaire Wilhelm Gustloff et du procès-spectacle prévu pour Herschel Grynszpan. Il a raconté à plusieurs reprises, comment il avait collaboré, dès le procès du Caire, avec Friedrich Grimm, qui était chargé de la partie juridique. Après la Seconde Guerre mondiale, les deux ont continué à se rencontrer, dans les rangs du FDP (Parti libéral-démocrate) de la Rhénanie-du-Nord-Westphalie.
Le boycott des produits et institutions allemands en Égypte continue à fonctionner malgré l'échec juridique. Au cours du procès, des différences de points de vue et d'intérêts apparaissent au sein de la communauté juive d’Égypte. Des contacts individuels sont pris avec l'ambassade d'Allemagne afin de négocier un compromis: le retrait de la brochure contre la levée du boycott. L'initiative politique de Castro et de la Ligue contre l'antisémitisme perd une grande partie de sa force,. Ce procès a peut-être aussi joué un rôle pour que l'accord Haavara, soit étendu en 1935 à l'Égypte,.
Un écho littéraire tardif du procès du Caire se trouve dans le roman Le Tarbouche de Robert Solé, qui reçoit en 1992 le prix Méditerranée. Le héros Michel Batrakani, un égyptien d'origine chrétienne-syrienne, se montre indigné à propos de la brochure antisémite de l'Association allemande, et en compagnie de 1 500 autres personnes se presse à l'extérieur de la salle du procès en huant l'avocat de la défense, Maître Grimm.